# سانتا باو
بلدية سانتا باو (بالإسبانية: Santa Pau) هي بلدية تقع في مقاطعة جرندة التابعة لمنطقة كتالونيا شمال شرق إسبانيا.

## الديموغرافيا
بلغ عدد سكان بلدية سانتا باو 1.601 نسمة عام 2011 (وفقاً للمعهد الوطني الإسباني للإحصاء).
| 1.445 | 1.501 | 1.506 | 1.541 | 1.567 | 1.610 | 1.601 |